# Haliclona finitima
Haliclona finitima är en svampdjursart som först beskrevs av Thomas Whitelegge 1901.  Haliclona finitima ingår i släktet Haliclona och familjen Chalinidae. Inga underarter finns listade i Catalogue of Life.